# Raphaël Waterschoot
Raphaël Petrus Maria Waterschoot (Sint-Niklaas, 3 augustus 1890 – 10 april 1962) was een Belgisch architect.

## Biografie
Waterschoot werd geboren als tweede kind van August Waterschoot, de stadsarchitect van Sint-Niklaas. Net als zijn vader volgde hij middelbare studies bij de Broeders Hiëronymieten te Sint-Niklaas. Op 6 augustus 1906 kreeg hij zijn einddiploma. Hij bekwaamde zich tot 1912 verder in de plastische kunsten aan de Academie voor Schone Kunsten van zijn geboortestad en behaalde eerste prijzen voor de vakken ‘Tekening naar antieke fragmenten’ (1907), ‘Decoratieschilderen’ (1909) en ‘Boetsering’ (1910). In 1910 startte hij een opleiding bouwkunde aan de Koninklijke Academie voor Schone Kunsten te Antwerpen en studeerde er af in 1914. Waterschoot werd na de Duitse inval begin augustus 1914 opgeroepen door de burgerwacht van Sint-Niklaas en nam met zijn korps tot half oktober 1914 diverse opdrachten op ter ondersteuning van het Belgische leger. Hij maakte nauwgezet aantekeningen over deze chaotische maanden in een oorlogsdagboek, dat hij tot aan de wapenstilstand in november 1918 bleef bijhouden. Van 15 oktober tot 21 november 1914 verbleef hij als vluchteling in Nederland. Bij zijn terugkomst werd hij net als zijn één jaar oudere broer Leander (Sint-Niklaas, 1889 – Deurne, 1974) tewerkgesteld in het architectenbureau van zijn vader.
Waterschoot trouwde op 30 augustus 1919 met Maria Leonia Lentacker. Ze kregen in 1923 een dochter.

## Werken
Kenmerkend voor zijn werk zijn conventionele gevels met vanaf 1927 enkele art-decomotieven. Daarmee vertonen zijn ontwerpen minder ornamenten en zijn strakker dan die van zijn vader en broer.
Een voorbeeld daarvan is te zien aan de Van Naemenstraat nr. 20, voor Jos. Mertens-De Permentier, ontworpen in 1931. De bakstenen gevel is eenvoudig met een driezijdige erker op de middenverdieping en drie rechthoekige venstertjes met een V-vormige versiering op de latei op de bovenverdieping. De deur en het benedenvenster hebben een getrapte boogvorm. Opvallend zijn de kleurrijke glas-in-loodramen op alle drie verdiepingen.
Een ensemble van vier rijhuizen aan de Koningin Elisabethlaan nrs. 26-32, getekend voor fabrikant Ed. Bulteel, getekend in 1932, sluit stilistisch wel nauw aan bij de werken van zijn vader en broer. Van hen heeft hij het schema van een smalle deurtravee en een brede venstertravee met een gebogen erker op de middenverdieping, een balkonnetje met smeedijzeren hekje op de bovenverdieping en een zware, getrapte kroonlijst overgenomen.
Voor brouwer E. Stoffijn ontwierp hij in 1934 een herenhuis aan de Guido Gezellelaan nr. 13. De gevelbekleding met witte machinesteen vertoont grote overeenkomst met de woning van Frederik Dirken in de Mgr. Stillemansstraat, die vier jaar ouder is. Enkel de poort en de vensters van de benedenverdieping hebben afgeschuinde bovenzijden; al de overige zijn rechthoekig. Ook de erker is eenvoudig rechthoekig en de glas-in-loodramen in alle bovenlichten hebben niet die vlakvullende en fel gekleurde tekening. Toch kan dit als het beste werk van Raphaël Waterschoot beschouwd worden en wellicht ook zijn laatste tijdens het interbellum.

## Beroepsverleden
- 03-08-1914 tot 14-10-1914 burgerwacht
- 15-10-1914 tot 21-11-1914 vluchteling Nederland
- 15-11-1914 tot 22-04-1919 tekenaar bij vader August Waterschoot (in diens stad Sint-Niklaas)
- 23-04-1919 tot 15-03-1921 employé bij Ministere de l'interieur administration de la milice et de la garde civique
- 06-03-1921 tot 30-04-1922 Architect bij de Batiments militaires flandre
- 01-05-1922 tot 30-06-1925 Architect bij Architect Duquesnoi Courieres France
- 1926 tot 1939 zelfstandige architect bijkomend
- van 01-01-1931 tot 03-03-1934 Bedrijf Louis Windey en Raphaël Waterschoot; Aannemers openbare werken (Maatschappij in gezamenlijke naam) (faillissement)
- 14-02-1940 tot 12-05-1940 AFM Zwijndrecht
- 04-09-1940 tot 30-09-1944 Architect gemeentebestuur Sint Niklaas (benoemd 21-07-1941)
- 04-10-1944 tot 12-12-1944 geïnterneerd Sint Niklaas en Lokeren (21-06-1946 buitenvervolgingstelling 07-12-1948 )
- 05-12-1945 tot 10-04-1962 zelfstandige architect tot op de dag van zijn overlijden